# Abel Lobatón
Abel Lobatón (Lima, 23 de noviembre de 1977) es un exfutbolista peruano. Jugaba de delantero y es hermano mayor del también exfutbolista Carlos Lobatón.

## Legado deportivo
Su padre Abel Lobatón Vesgas, jugó para Sport Boys durante 8 temporadas, además se destacó en el fútbol de Colombia, durante los 10 años que militó en el país cafetero anotó 65 goles.

## Trayectoria
Se formó en las divisiones menores del Sport Boys (1994-1996), club con el que debuta en Primera División en marzo de 1997. A mediados de ese año fue prestado al Lawn Tennis de la Segunda División hasta 1999 cuando Sport Boys lo repatria. A inicios del 2000 emigra por primera vez al Athletico Paranaense anotando 3 goles.
Llegó en el 2001 a Universitario jugando así 25 partidos y anotando 6 goles, siendo dirigido por Roberto Chale.
Después de la Copa América 2001, el América de Cali quiso ficharlo, pero no se concretó la transacción.
Luego, pasó por equipos como Juan Aurich, Cienciano, donde (ganó la Copa Sudamericana 2003), y Universidad César Vallejo. A mediados del 2004 vuelve al extranjero para jugar por el Al Qadsia de Kuwait.
Llega a Europa en enero del 2005 fichando por el Marítimo de Portugal donde sale subcampeón de la liga doméstica y clasificando a la Liga de Campeones de la UEFA. Después de estar a prueba en el Metz francés, ficha por el Aucas de Ecuador.
En 2007 vuelve a Europa para jugar en el Nea Salamina Famagusta de Chipre.
Se retira en 2009 siendo Sport Águila su último club.

## Selección nacional
Fue internacional con la selección de fútbol del Perú en 12 ocasiones y marcó 1 gol. Debutó el 17 de noviembre de 1999, en un encuentro amistoso ante la selección de Eslovaquia que finalizó con marcador de 3-1 a favor de los peruanos.

### Participaciones en Copas Américas
| Copa América      | Sede     | Resultado        |
| ----------------- | -------- | ---------------- |
| Copa América 2001 | Colombia | Cuartos de final |

### Participaciones en Copas de Oro
| Copa de Oro      | Sede           | Resultado |
| ---------------- | -------------- | --------- |
| Copa de Oro 2000 | Estados Unidos | Semifinal |

## Clubes
| Club                               | País        | Año         |
| ---------------------------------- | ----------- | ----------- |
| Sport Boys                         | Perú        | 1997        |
| Lawn Tennis (cesión)               | Perú        | 1997 - 1998 |
| Sport Boys                         | Perú        | 1999        |
| Athletico Paranaense               | Brasil      | 2000        |
| Sport Boys (cesión)                | Perú        | 2000        |
| Athletico Paranaense               | Brasil      | 2001        |
| Universitario (cesión)             | Perú        | 2001        |
| Athletico Paranaense               | Brasil      | 2002        |
| Juan Aurich (cesión)               | Perú        | 2002        |
| Athletico Paranaense               | Brasil      | 2003        |
| Cienciano                          | Perú        | 2003        |
| Universidad César Vallejo          | Perú        | 2004        |
| Al Qadsia                          | Kuwait      | 2004        |
| Marítimo                           | Portugal    | 2005        |
| Aucas                              | Ecuador     | 2005        |
| FBC Melgar                         | Perú        | 2006        |
| Sport Boys                         | Perú        | 2006        |
| Nea Salamina Famagusta             | Chipre      | 2007        |
| Univiversidad Técnica de Cajamarca | Perú        | 2008        |
| Inti Gas                           | Perú        | 2009        |
| Sport Águila                       | Perú        | 2009        |
| CD Águila                          | El Salvador | 2010        |

## Palmarés

### Campeonatos nacionales
| Título           | Club        | País | Año  |
| ---------------- | ----------- | ---- | ---- |
| Segunda División | Lawn Tennis | Perú | 1997 |

### Copas internacionales
| Título            | Club      | País | Año  |
| ----------------- | --------- | ---- | ---- |
| Copa Sudamericana | Cienciano | Perú | 2003 |